# Keita Goto
Keita Goto (後藤 圭太 Gotō Keita?, nacido el 8 de septiembre de 1986 en Iwai, Ibaraki) es un exfutbolista japonés que se desempeña como defensa.

## Trayectoria

### Clubes
| Club                | País  | Año         |
| ------------------- | ----- | ----------- |
| Kashima Antlers     | Japón | 2005 - 2009 |
| Fagiano Okayama     | Japón | 2010 - 2014 |
| Matsumoto Yamaga FC | Japón | 2015 - 2017 |
| Fagiano Okayama     | Japón | 2018 - 2021 |

## Estadística de carrera

### J. League
| Club                | Año   | J. League | J. League | Copa J. League | Copa J. League | Total | Total |
| Club                | Año   | Part.     | Goles     | Part.          | Goles          | Part. | Goles |
| ------------------- | ----- | --------- | --------- | -------------- | -------------- | ----- | ----- |
| Kashima Antlers     | 2005  | 0         | 0         | 1              | 0              | 1     | 0     |
| Kashima Antlers     | 2006  | 0         | 0         | 1              | 0              | 1     | 0     |
| Kashima Antlers     | 2007  | 0         | 0         | 0              | 0              | 0     | 0     |
| Kashima Antlers     | 2008  | 0         | 0         | 0              | 0              | 0     | 0     |
| Kashima Antlers     | 2009  | 0         | 0         | 0              | 0              | 0     | 0     |
| Fagiano Okayama     | 2010  | 28        | 1         | -              | -              | 28    | 1     |
| Fagiano Okayama     | 2011  | 26        | 1         | -              | -              | 26    | 1     |
| Fagiano Okayama     | 2012  | 41        | 1         | -              | -              | 41    | 1     |
| Fagiano Okayama     | 2013  | 34        | 3         | -              | -              | 34    | 3     |
| Fagiano Okayama     | 2014  | 37        | 3         | -              | -              | 37    | 3     |
| Matsumoto Yamaga FC | 2015  | 10        | 0         | 2              | 1              | 12    | 1     |
| Matsumoto Yamaga FC | 2016  | 20        | 1         | -              | -              | 20    | 1     |
| Matsumoto Yamaga FC | 2017  | 20        | 1         | -              | -              | 20    | 1     |
| Total               | Total | 216       | 11        | 4              | 1              | 220   | 12    |